# Wielkanoc (Bodzów)
Wielkanoc (222 m) – niewielkie wzniesienie w Krakowie, w Dzielnicy VIII Dębniki, pomiędzy osiedlami Kostrze i Bodzów. W podziale fizycznogeograficznym Polski znajduje się w mezoregionie Pomost Krakowski.
Wielkanoc znajduje się po zachodniej stronie wzgórza Solnik i jest jego częścią. Przez płytką przełęcz między Solnikiem i Wielkanocą biegnie ulica Widłakowa, Wielkanoc znajduje się po jej zachodniej stronie. Jest całkowicie porośnięta lasem. Zbudowana jest ze skał wapiennych pochodzących z jury późnej. Austriacy podczas budowy Twierdzy Kraków wykuli w skałach Wielkanocy kawernę służącą do magazynowania amunicji. Jest to Kawerna w Wielkanocy. 
Wielkanoc włączona została w obszar rekreacyjny Krakowa o nazwie Uroczysko Kostrze.